# Беляєв Кирило Миколайович
Кирило Беляєв (рос. Кирилл Николаевич Беляев; нар. 27 серпня 1997) — російський плавець.
Призер Чемпіонату світу з водних видів спорту 2019 року.
Призер Чемпіонату Європи з водних видів спорту 2018 року.